# Secular trend
Il Secular trend (in italiano: Andamento secolare o variazione secolare) è la variazione a lungo periodo, non periodica, che si verifica in una serie storica, opposta alla variazione periodica. Naturalmente, se qualcosa è percepito come una variazione secolare o meno dipende dai tempi a disposizione: quella che sembra essere una variazione secolare su un arco temporale di secoli, può rivelarsi una variazione periodica su un arco temporale di milioni di anni. Quantitativi naturali hanno spesso variazioni sia periodiche che secolari. 
Il termine secular trend viene usato ovunque si possono applicare delle serie storiche come in : economia, ricerca operativa, astronomia (meccanica celeste in particolare), antropologia fisica ecc.
Jack McCormac affermò : "L'angolo di declinazione [l'angolo con cui il nord astronomico varia con il nord magnetico] ad una posizione particolare, non è costante ma varia con il tempo. Per i periodi di circa 150 anni, vi è un graduale passaggio inspiegabile nei campi magnetici della terra in una direzione dopo la quale una deriva progressiva si verifica in la direzione opposta a completare il ciclo nei successivi 150 anni . Questa variazione, chiamato variazione secolare, può essere molto grande . Non vi è alcun metodo conosciuto per predire il cambiamento secolare e tutto ciò che si può fare è effettuare osservazioni delle sue dimensioni in vari punti intorno al mondo. Registrazioni , effettuate a Londra per diversi secoli, mostrano una serie di declinazione magnetica da 11 ° E nel 1580 a 24 ° O nel 1820. Il periodo di tempo tra le declinazioni estreme orientali e occidentali varia con la località. Può essere più breve di 50 anni o anche meno e lungo anche 180 anni o più. "
Ad esempio, nel ciclo operativo aziendale, le entrate potrebbero variare nel corso dell'anno fiscale. Amministratori esperti potrebbero ignorare le fluttuazioni cicliche delle entrate e concentrarsi invece sulla tendenza più ampia di anno in anno, sperando di vedere una tendenza secolare verso l'alto.